# Stephan Ambrosius
Stephan Kofi Ambrosius (Amburgo, 18 dicembre 1998) è un calciatore tedesco naturalizzato ghanese, difensore del San Gallo.

## Caratteristiche tecniche
Gioca come difensore centrale e dispone di una stazza imponente.

## Carriera

### Club
Cresciuto nel settore giovanile dell'Amburgo, debutta in prima squadra il 31 marzo 2018, in occasione dell'incontro di Bundesliga pareggiato per 1-1 contro lo Stoccarda. Impiegato con il contagocce negli anni successivi, anche a causa d'infortuni, il 16 agosto 2022 viene ceduto in prestito al Karlsruhe per l'intera durata della stagione.

### Nazionale
Ha giocato nella nazionale tedesca Under-21, con la quale nel 2021 ha partecipato vinto il campionato europeo di categoria.
Successivamente decide di rappresentare il Ghana, nazionale delle sue origini, con cui esordisce il 12 settembre 2023 nell'amichevole vinta 3-1 contro la Rep. Centrafricana.

## Statistiche

### Presenze e reti nei club
Statistiche aggiornate al 29 aprile 2023.
| Stagione          | Squadra           | Campionato        | Campionato | Campionato | Coppe nazionali | Coppe nazionali | Coppe nazionali | Coppe continentali | Coppe continentali | Coppe continentali | Altre coppe | Altre coppe | Altre coppe | Totale | Totale |
| Stagione          | Squadra           | Comp              | Pres       | Reti       | Comp            | Pres            | Reti            | Comp               | Pres               | Reti               | Comp        | Pres        | Reti        | Pres   | Reti   |
| ----------------- | ----------------- | ----------------- | ---------- | ---------- | --------------- | --------------- | --------------- | ------------------ | ------------------ | ------------------ | ----------- | ----------- | ----------- | ------ | ------ |
| 2017-2018         | Amburgo II        | RL                | 20         | 1          |                 | -               | -               |                    | -                  | -                  |             | -           | -           | 20     | 1      |
| 2018-2019         | Amburgo II        | RL                | 15         | 0          |                 | -               | -               |                    | -                  | -                  |             | -           | -           | 15     | 0      |
| 2019-2020         | Amburgo II        | RL                | 17         | 0          |                 | -               | -               |                    | -                  | -                  |             | -           | -           | 17     | 0      |
| Totale Amburgo II | Totale Amburgo II | Totale Amburgo II | 52         | 1          |                 | -               | -               |                    | -                  | -                  |             | -           | -           | 52     | 1      |
| 2017-2018         | Amburgo           | BL                | 1          | 0          | CG              | -               | -               |                    | -                  | -                  |             | -           | -           | 1      | 0      |
| 2018-2019         | Amburgo           | 2L                | 0          | 0          | CG              | 1               | 0               |                    | -                  | -                  |             | -           | -           | 1      | 0      |
| 2019-2020         | Amburgo           | 2L                | 1          | 0          | CG              | 0               | 0               |                    | -                  | -                  |             | -           | -           | 1      | 0      |
| 2020-2021         | Amburgo           | 2L                | 26         | 0          | CG              | 0               | 0               |                    | -                  | -                  |             | -           | -           | 26     | 0      |
| 2021-2022         | Amburgo           | 2L                | 0          | 0          | CG              | 0               | 0               |                    | -                  | -                  |             | -           | -           | 0      | 0      |
| Totale Amburgo    | Totale Amburgo    | Totale Amburgo    | 28         | 0          |                 | 1               | 0               |                    | -                  | -                  |             | -           | -           | 29     | 0      |
| ago. 2022-2023    | Karlsruhe         | 2L                | 18         | 0          | CG              | 1               | 0               |                    | -                  | -                  |             | -           | -           | 19     | 0      |
| Totale carriera   | Totale carriera   | Totale carriera   | 98         | 1          |                 | 2               | 0               |                    | -                  | -                  |             | -           | -           | 100    | 1      |

## Palmarès
- Campionato d'Europa Under-21: 1

Ungheria-Slovenia 2021